# Jim Janssen van Raaij
James Leonard (Jim) Janssen van Raaij (ur. 1 czerwca 1932 w Muntoku, zm. 11 lutego 2010 w Hadze) – holenderski polityk i prawnik, poseł do Tweede Kamer, deputowany do Parlamentu Europejskiego I, II, III i IV kadencji.

## Życiorys
Urodził się w Holenderskich Indiach Wschodnich. W trakcie II wojny światowej po zajęciu terytorium przez Japończyków został osadzony w obozie w Tjihapit. W 1946 przyjechał do Holandii. Początkowo kształcił się w zakresie ekonomii w Rotterdamie, następnie studiował prawo na Uniwersytecie w Lejdzie, po czym w 1955 podjął praktykę w zawodzie prawnika.
Zaangażował się w działalność polityczną w ramach Unii Chrześcijańsko-Historycznej, z którą w 1980 współtworzył Apel Chrześcijańsko-Demokratyczny. Od 1977 do 1979 zasiadał w radzie miejskiej Rotterdamu. W latach 1979–1984 był posłem do Parlamentu Europejskiego I kadencji. Powrócił do PE w trakcie II kadencji w 1986, uzyskiwał reelekcję w 1989 i 1994, sprawując mandat eurodeputowanego do 1999. Wchodził w skład grupy Europejskiej Partii Ludowej, zaś od 1996 do 1999 należał do frakcji Unia dla Europy.
Również w 1996 opuścił CDA, działał w partiach emeryckich, następnie związał się z Listą Pima Fortuyna. Z jej ramienia od 2002 do 2003 był deputowanym do Tweede Kamer, niższej izby Stanów Generalnych.